# Lijst van burgemeesters van Emmen
Dit is een lijst van burgemeesters van de Nederlandse gemeente Emmen in de provincie Drenthe.
| Ambtsperiode | Naam burgemeester               | Partij of stroming | Bijzonderheden      |
| ------------ | ------------------------------- | ------------------ | ------------------- |
| 1811 - 1849  | Jan Jacob Willinge              |                    | eerst maire/schulte |
| 1849 - 1869  | Lukas Oldenhuis Tonckens        |                    |                     |
| 1869 - 1902  | Willem (W.) Tijmes              |                    |                     |
| 1902 - 1905  | A.F. Meijer                     |                    |                     |
| 1905 - 1917  | Christoffer (Chr.) van der Wal  |                    |                     |
| 1917 - 1927  | G. Kootstra                     |                    |                     |
| 1927 - 1943  | Jan Liebe (J.L.) Bouma          | ARP/NSB            |                     |
| 1943 - 1945  | Johannes Best                   | NSB                |                     |
| 1945 - 1946  | Roelof (R.) Zegering Hadders    | LSP                |                     |
| 1946 - 1963  | Karel (K.H.) Gaarlandt          | partijloos         | verwant met PvdA    |
| 1964 - 1982  | H.A. Beusekamp                  | PvdA               |                     |
| 1982 - 1989  | Hans (H.G.) Ouwerkerk           | PvdA               |                     |
| 1989 - 1996  | Ton (A.H.A.) Lensen             | PvdA               |                     |
| 1996 - 2000  | Peter (P.A.C.M.) van der Velden | PvdA               |                     |
| 2001 - 2016  | Cees (C.) Bijl                  | PvdA               |                     |
| 2017 -       | Eric van Oosterhout             | PvdA               |                     |